# روبين شتاينر
روبين شتاينر (بالفرنسية: Rubin Steiner)‏ هو دي جيه فرنسي، ولد في 30 أكتوبر 1974 في تور في فرنسا.

## وصلات خارجية
- الموقع الرسمي
- روبين شتاينر على موقع ميوزك برينز (الإنجليزية)
- روبين شتاينر على موقع أول ميوزيك (الإنجليزية)
- روبين شتاينر على موقع ديسكوغز (الإنجليزية)